# Jean-Baptiste Claes (wielrenner)
Jean-Baptiste Claes (Lommel, 9 februari 1937) is Belgisch ondernemer en voormalig beroepsrenner.
Jean-Baptiste Claes debuteerde in 1961 als beroepsrenner bij Wiel's-Groene Leeuw, nadat hij het jaar daarvoor als 2e geëindigd was in de zware Vredeskoers. Hij won in zijn debuutjaar meteen zeven koersen, waaronder een rit in de Dauphiné Libéré en werd voor de Ronde van Frankrijk geselecteerd voor de nationale ploeg.
Hij behaalde niet zo veel overwinningen, maar zijn ereplaatsen zijn veelbetekenend: tweede en derde in de Omloop het Volk, tweede in de Ronde van Vlaanderen voor B-renners, tweede in het kampioenschap van Vlaanderen en tweede in de Ronde van Limburg.
Jean-Baptiste Claes verdiende acht jaar lang redelijk zijn boterham. Hij reed niet alleen de Tour, maar startte ook twee keer in de Giro. De rol van knecht kon hij nooit ontgroeien. Hij won regelmatig een koers, maar grote wedstrijden staan er niet op zijn erelijst. De Grote Union Prijs in Dortmund is de meest opvallende wedstrijd die Claes wist te winnen.
Eind 1968 hing hij zijn fiets aan de haak en stapte hij volledig in het zakenleven. Hij wist het door hem gestichte kledingconcern JBC tot een succesvolle onderneming te maken.

## Belangrijkste overwinningen
1961
- 4e etappe Dauphiné Libéré
- Grote 1 Mei-Prijs

1962
- 1e etappe Vierdaagse van Duinkerken
- Heistse Pijl

1963
- Zottegem - Dr. Tistaertprijs

1967
- GP Union Dortmund

1968
- GP Stad Vilvoorde

## Resultaten in voornaamste wedstrijden
| Jaar | Ronde van Italië | Ronde van Frankrijk | Ronde van Spanje |
| ---- | ---------------- | ------------------- | ---------------- |
| 1961 |                  | 36e                 |                  |
| 1962 |                  | 52e                 |                  |
| 1963 |                  |                     |                  |
| 1964 |                  | 79e                 |                  |
| 1965 | 49e              |                     |                  |
| 1967 |                  |                     |                  |
| 1968 | opgave           |                     |                  |

| Jaar | Milaan-San Remo | Gent-Wevelgem | Ronde van Vlaanderen | Parijs-Roubaix | Luik-Bast.‑Luik | Parijs-Brussel | Brabantse Pijl | Rund um den Henninger-Turm |
| ---- | --------------- | ------------- | -------------------- | -------------- | --------------- | -------------- | -------------- | -------------------------- |
| 1961 |                 |               |                      |                | 20e             |                |                |                            |
| 1962 | 11e             | 9e            | 12e                  |                | 16e             |                |                |                            |
| 1963 | 71e             |               | 20e                  |                |                 |                |                |                            |
| 1964 | 100e            | 22e           | 24e                  | 28e            | 12e             | 16e            |                | 9e                         |
| 1965 |                 |               | 24e                  |                |                 | 59e            | 9e             |                            |
| 1967 |                 | 25e           |                      |                |                 |                |                |                            |
| 1968 |                 |               |                      |                |                 |                |                |                            |